# Alexandru Beldie
Alexandru Beldie (n. 29 august 1912, București – d. 4 iunie 2003) a fost un botanist și alpinist român. Cercetător al florei României și profesor de dendrologie la Facultatea de Silviculturā, el a făcut parte din colectivul care a publicat, între 1952 - 1976, sub egida Academiei Române, Flora R. P. Române. A descoperit specii noi de plante care îi poartă numele.

## Masivul Bucegi
Bucegii, pe care i-a cunoscut încă de la vârsta de 7 ani, i-au trezit pasiunea pentru libertate și mișcare în natură. A urmat doi ani la Facultatea de Mine, apoi a trecut la Facultatea de Silvicultură, care organiza excursii de studiu. Colega sa de facultate, Aurora Gruescu, își amintea că “tânărul acesta studios și serios cunoștea deja foarte bine flora, pătura erbacee și le explica, răbdător, fiecare plantă în parte” colegilor săi.
A organizat excursii turistice și a participat, încă de când era elev și apoi student, la marcarea traseelor și construirea primelor cabane din munții Bucegi. A publicat numeroase articole-ghid despre Bucegi. A fost însărcinat de Academia Română să conducă delegații de cercetători străini în excursii botanice.
S-a folosit de metoda sa originală a cățărărilor, pentru a cerceta acest “rai de flori”, care este Masivul Bucegi. A fost unul dintre inițiatorii alpinismului și membru al Clubului Alpin din Bucegi.
A intervenit pentru desființarea carierei de calcar de la Sinaia și conservarea brădetului secular de la Sinaia, prin subtraversarea conductei magistrale de gaz metan pe sub rădăcinile arborilor din pădurea de la Piatra Arsă.
A militat pentru ocrotirea unor teritorii floristice de mare interes, și pentru transformarea lor in rezervații naturale. Majoritatea acestor zone se găseau în Masivul Bucegi.
„Grație dr. docent Alexandru Beldie și militanței sale protectoare [..] au fost salvate de la dispariție numeroase rarități vegetale, în parte endemice, prin împrejmuirea unor habitate (Turbăria Lăptici, la stâncile Babele, pe vf. Omu etc.); au fost salvate de la exploatări păduri multiseculare și pajiști înflorite; a fost suprimat comerțul cu floarea reginei, sângele voinicului, iedera albă etc; au fost prezervate o serie de asociații vegetale unice sau foarte rare în lume.”

## Profesor și cercetător
Încă din 1937, pe când era în ultimul an de facultate, a fost angajat să țină lucrări practice cu studenții anului I, în calitate de asistent onorific la Facultatea de Silvicultură, Catedra de Botanică Generală și Forestieră, secția de Fitopatologie Forestieră. 
Din 1940 se angajează în paralel la Institutul de Cercetări și Experimentație Forestieră și activează în domeniile: geografia plantelor, dendrologie, botanică forestieră și geobotanică. 
În 1942 este concentrat, luptă 6 luni pe front. În 24 august 1944 este luat prizonier și petrece un an în lagărul de la Oranski, în Rusia. În lagăr, condus de pasiunea sa pentru muzică, organizează și dirijează o orchestră.
În 1948 susține teza de doctorat, iar în 1952 devine doctor docent. 
La INCEF este șeful Laboratorului de dendrologie, și ulterior de ecologie între 1949-1975. 
Activează cu jumătate de normă la Centrul de Cercetări Biologice din Cluj și la Centrul de Cercetări Biologice din București (1958-1961).

## Botanist[5]
Descoperă locuri necunoscute cu Pinus cembra, despre care publică prima sa lucrare cu caracter botanic. Studiază Taxus baccata și Sorbus cretica. Cercetează răspândirea naturală a speciilor forestiere termofile în Bucegi. Sintetizează informațiile privind endemitele și elementele dacice din flora țării.

### Fitotaxonomie
Cercetează flora Bucegilor, pe care o întregește la 1185 de specii și 60 subspecii, elaborând și un Determinator pentru acești taxoni.
In lucrarea “Plante lemnoase din România”, și în alte lucrări, cercetează mai mulți taxoni din flora României, aducând contribuții la identificarea unor arbori și arbuști, cum ar fi gorunul, Sesleria, Fraxinus, Picea, plopii negrii hibrizi, răchitele.
Participă, alături de un colectiv al Academiei Române, la elaborarea celor 13 volume ale tratatului Flora României. Beldie este redactorul volumelor XII și XIII ale acestei lucrări. A prelucrat numeroși taxoni, precum Quercus, Salix etc. 
Descopera taxoni noi, cum ar fi hibridul dintre Alnus glurinosa și Alnus incana. Între diferitele specii de Quercus, descoperă specia nouă Agrostis moldavica și varietăți de Hieracium. Semnalează câteva specii noi în flora României: Secale montanum, Salix myrtilloides, Celtis glabrata.
Cercetează plantele exotice de la Tâncăbești și Snagov
Elaborează determinatorul florei României, o sinteză taxonomică și eco-corologica a cercetărilor de până în acel moment, o contribuție importantă la progresul botanicii în România.

### Geobotanică și ecologie
Subiectul lucrării de doctorat a profesorului Beldie a fost un studiu al făgetelor montane dintre Ialomița și Buzău. A colaborat la mai multe studii monografice asupra pajiștilor din Bucegi, despre vegetația Pietrei Craiului. A studiat tipurile de pădure de la Țigănești și dintre Olt și Prahova.
S-a preocupat de cunoașterea plantelor ecologic indicatoare ale solului, din diferite stațiuni silvicole. A studiat stațiunile forestiere în general, condițiile naturale din Bucegi și în particular cele favorabile culturii laricelui

### Cartografie
A contribuit la elaborarea pentru prima oară o unei hărți la scara 1/200000 a pădurilor României și ale subzonelor de vegetație. A creat hărți corologice cu principalele specii forestiere.

### Herbar
A creat un herbar de 10 mii de plante, aflat în păstrare la Institutul de Cercetări și Amenajări Silvice (fostul ICEF).   

### Silvicultură
În cadrul Institutului de Cercetări și Experimentație Forestieră, a participat la studii privind:
- cultura unor specii exotice
- materialul de împădurire
- cultura răchitei
- stațiunile favorabile culturii laricelui
- recuperarea terenurilor degradate

## Opera
- Flori din munții noștri cu C. Pridvornic (1959)
- Plantele lemnoase din R.P.R.- Premiul de stat (1953)
- Flora si vegetația munților Bucegi - Premiul "Emanoil Teodorescu" al Academiei Române (1972)
- Plantele din Munții Bucegi – Determinator (1972)
- Flora României – Determinator ilustrat al plantelor lemnoase (1951)
- 80 trasee turistice în munții Bucegi (1968)
- Flora României – Determinator ilustrat al plantelor vasculare (1977 - 1979)
- Flora R. P. Române (1952 - 1977)
- Flora indicatoare din pădurile noastre cu C. Chiriță (1954)

## Recunoaștere
Centrul de vizitare din Bușteni al Parcului Național Bucegi, îi poartă numele.
În Masivul Bucegi se găsesc Hornul lui Beldie și Brânele lui Beldie.
A fost supranumit „mai marele Bucegilor” și „director alpin”.
Plante care ii poartă numele:
- Ulmus ambigua Beldie
- Cephalaria uralensis ssp. Multifidia Roman et Beldie
- Iris hungarica W. et K ssp. dacica (Beldie)
- Iris variegato L. ssp. mangaliae (Prod.) Beldie et L. Alex
- Sesleria rigida Heuff. Ssp. haynaldiana (Schur) Gergely et Beldie
- Tulipa hungarica Borb, ssp. undulatifolia  (Roman) Roman et Beldie